# Grande Sertão: Veredas (minissérie)
Grande Sertão: Veredas é uma minissérie brasileira produzida e exibida pela TV Globo de 18 de novembro a 20 de dezembro de 1985, em 25 capítulos.
Escrita por Walter George Durst, livremente inspirada no romance homônimo de Guimarães Rosa, e escrita com colaboração de José Antônio de Souza, teve roteiro final e direção de Walter Avancini, com assistência de Luiz Fernando Carvalho. 
Idealizada como parte das comemorações do aniversário de vinte anos da emissora, uma obra até então considerada por muitos "inadaptável", pela complexidade narrativa e pelas muitas dificuldades que poderiam surgir durante a produção, foi ultimamente bem recebida pela crítica e público.

## Sinopse
Nas lutas travadas pelo sertão, impiedoso e lancinante, a obra apresenta as desventuras do jagunço Riobaldo. Baseada no clássico homônimo do escritor Guimarães Rosa, a história se passa nas primeiras décadas do séc. XX e acompanha a narrativa de Riobaldo (Tony Ramos) que, por meio de suas andanças, personifica a aspereza sertaneja e se transforma em uma espécie de intérprete do sertão. Ele narra as heroicas lutas dos bandos de jagunços, repletas de tramas com vinganças, amores e mortes.

## Elenco
| Interprete             | Personagem                            |
| ---------------------- | ------------------------------------- |
| Bruna Lombardi         | Maria Deodorina / Diadorim / Reinaldo |
| Tony Ramos             | Riobaldo (Tatarana) / Urutu Branco    |
| Tarcísio Meira         | Hermógenes                            |
| Rubens de Falco        | Joca Ramiro                           |
| José Dumont            | Zé Bebelo                             |
| Sebastião Vasconcellos | Só Candelário                         |
| Rogério Márcico        | Titão Passos                          |
| Eduardo Abbas          | João Goanhá                           |
| Wilson Fragoso         | Medeiro Vaz                           |
| Castro Gonzaga         | Marcelino Pampa                       |
| Lutero Luiz            | Garanco                               |
| Walter Santos          | Alaripe                               |
| Taumaturgo Ferreira    | Fafafa                                |
| João Signorelli        | Capixum                               |
| Ana Helena Berenger    | Otacília                              |
| Ivan Setta             | Aristides                             |
| Mario Alimari          | Paspe                                 |
| Umberto Magnani        | cego Borromeu                         |
| José Augusto Branco    | Seu Habão                             |
| Marcos Macena          | Ricardão                              |
| Cristina Medeiros      | Rosa Uarde                            |
| Arnaldo Weiss          | Selorico Mendes                       |
| Lineu Dias             | Seu Ornellas                          |
| Silvana Lopes          | Mulher de Hermógenes                  |
| Yoná Magalhães         | Maria Mutema                          |
| Ney Latorraca          | Padre Ponte                           |
| Reinaldo Gonzaga       | Padre Missionário                     |
| Carlos Gregório        | José Simplício                        |
| Denise Milfont         | Nhorinhá                              |
| Maria Helena Velasco   | Ana Duzuza                            |
| Ivan Mesquita          | Rudgerio Freitas                      |
| Alfredo Murphy         | Lacrau                                |
| Érico Vidal            | Antenor                               |
| Felipe Donavan         | Zabuto                                |
| Manfredo Bahia         | João Vaqueiro                         |
| Walter Babalu          | Jiribide                              |
| Almir Cabral           | Raimundo Lé                           |
| Henrique Lisboa        | Mestre Lucas                          |
| Ivan de Almeida        | Sebastião                             |
| Neuza Borges           | Engrácia                              |
| Maria Gladys           | Maria do Padre                        |
| Jorge Edson            | Quipes                                |
| Paulo Alencar          | Sesfredo                              |
| Carlos Lagoeiro        | Felisberto                            |
| Geraldo Magela         | Dosmo                                 |
| Yara de Novaes         | Zenaide                               |
| Rogaciano de Freitas   | Vô Anselmo                            |
| Carlos Walmor          | Gavião Cujo                           |
| Paulinho Oliveira      | Admeto                                |
| Idioracy Santos        | João Peludo                           |
| Valdir Fernandes       | Teofrásio                             |
| Paulo Vignolo          | Riobaldo criança                      |
| Mariana MacNiven       | Diadorim criança                      |
| Júnior Prata           | Dadá Santa Cruz                       |
| Mário Lago             | Narrador / Compadre Quelemen de Góis  |

## Produção
Bruna Lombardi foi elogiada em sua criação de Diadorim. No ano seguinte ela ganharia a protagonização da minissérie Memórias de um Gigolô, produzida pela mesma equipe, e da novela Roda de Fogo. 

## Exibição
Foi reexibida na íntegra pelo Viva do dia 18 de dezembro de 2017 à 14 de janeiro a 2018, substituindo Tieta e sendo substituída por Bebê a Bordo. O objetivo da reprise foi evitar que Bebê a Bordo estreasse em dezembro, época em que a audiência das televisões despenca.

### Outras Mídias
Em fevereiro de 2010 foi lançada em DVD pela Globo Marcas em 4 discos e compactada em 14 horas.